# راکتوپامین
راکتوپامین (به انگلیسی: Ractopamine) یک ترکیب شیمیایی با شناسه پاب‌کم ۵۶۰۵۲ است.
این نوع ماده، یک نوع مادهٔ افزودنی خوراکی و تزریقی به شکل نگهدارنده است و برای تقویت رشد بدنی و هیکلی به دام‌ها منجمله گاوها تزریق می‌شوند.
استفاده از راکتوپامین در روسیه، چین، تایوان، و اتحادیه اروپا و ده‌ها کشورها دیگر ممنوع است.